# Udo Rauch
Udo Rauch (* 10. April 1959 in Herrenberg) ist ein deutscher Archivar und Stadthistoriker. Er leitete von 1984 bis 2024 das Stadtarchiv Tübingen.

## Leben und Wirken
Nach dem Schulbesuch absolvierte Udo Rauch ab 1978 die Ausbildung für den gehobenen Archivdienst am Hauptstaatsarchiv Stuttgart und an der Archivschule Marburg, wo er 1981 die Fachprüfung hierfür ablegte. Von 1981 bis 1984 war er dann als Diplom-Archivar am Stadtarchiv Herrenberg tätig. Im Jahre 1984 übernahm er als Nachfolger von Jürgen Sydow die Leitung des Stadtarchivs Tübingen. Dieses Amt hatte er 40 Jahre inne und trat 2024 in den Ruhestand. In seiner langen Dienstzeit in Tübingen erarbeitete Udo Rauch eine Reihe von Archivrepertorien, war verantwortlich für die Gestaltung von Ausstellungen im Stadtmuseum Tübingen und die Redaktion der Ausstellungskataloge und organisierte ein größeres Außenlager für die städtischen Archivalien in Kirchentellinsfurt. Außerdem verfasste er zahlreiche Artikel zur Tübinger Stadtgeschichte in Zeitschriften und Zeitungen.

## Veröffentlichungen (Auswahl)
- (Bearb.): Vorläufige Beständeübersicht für das Stadtarchiv Tübingen. Stadtarchiv Tübingen 1987.
- (Hrsg.): Das Tübinger Stadtbild im Wandel (= Tübinger Kataloge, Bd. 42). Kulturamt der Stadt Tübingen 1994, ISBN 3-910090-11-7.
- (Hrsg.): Herausgeputzte Renaissance. Deckenmalereien in einem Tübinger Weingärtnerhaus. Materialsammlung zur Geschichte des Hauses Lazarettgasse 14 und seiner Putzdecke aus der Zeit um 1600 (= Tübinger Kataloge, Bd. 48). Kulturamt der Stadt Tübingen 1996, ISBN 3-910090-18-4.
- (Hrsg.): Tübingen vor 40 Jahren. Ein Stadtporträt des Fotografen Paul Swiridoff (= Tübinger Kataloge, Bd. 49). Kulturamt der Stadt Tübingen 1997, ISBN 3-910090-24-9.
- (Hrsg.): Vom Spital zum Bürgerheim. Eine Festschrift der Altenhilfe Tübingen zur Wiedereröffnung des Bürgerheims im Mai 1999. Altenhilfe Tübingen 1999.
- (Hrsg., mit Antje Zacharias): Sieben Jahre Landeshauptstadt. Tübingen und Württemberg-Hohenzollern 1945 bis 1952 (= Tübinger Kataloge, Bd. 61). Kulturamt der Stadt Tübingen 2002, ISBN 3-910090-49-4.
- (Hrsg.): Tübingen in den 50er Jahren. Frühe Farbaufnahmen einer alten Universitätsstadt. Silberburg-Verlag, Tübingen 2003, ISBN 3-87407-566-4.
- (Hrsg.): Tübinger Szenenwechsel 1950–1970. Alfred Göhner und seine Pressefotos (= Tübinger Kataloge, Bd. 73). Kulturamt der Stadt Tübingen 2006, ISBN 3-910090-67-2.
- (Hrsg., mit Antje Zacharias): "... und grüßen Sie mir die Welt!" Tübingen – eine Universitätsstadt auf alten Postkarten (= Tübinger Kataloge, Bd. 78). Kulturamt der Stadt Tübingen 2007, ISBN 3-910090-78-8.
- Frühe Blicke ins Innere. Tübingens seltende Nordansichten aus dem 17. Jahrhundert. In: Evamarie Blattner (Hrsg.): Stadtbild - Weltbild. Tübinger Stadtansichten des 16. bis 19. Jahrhunderts (= Tübinger Kataloge, Bd. 86). Stadtmuseum Tübingen 2009, S. 33–39, ISBN 978-3-910090-96-5.
- "... nach hundert Jahren klingt sein Wort und seine That dem Enkel wieder". Auf den Spuren Melanchthons in Tübingen. In: Sönke Lorenz (Hrsg.): Vom Schüler der Burse zum "Lehrer Deutschlands". Philipp Melanchthon in Tübingen (= Tübinger Kataloge, Bd. 88). Stadtmuseum Tübingen 2010, S. 197–206, ISBN 978-3-941818-00-2.
- Ein Hauptwaffenplatz gegen die neue Lehre. Tübingen am Vorabend der Reformation. In: Jörg Robert u. a. (Hrsg.): "Ein Vater neuer Zeit". Reuchlin, die Juden und die Reformation (= Tübinger Kataloge, Bd. 104). Stadtmuseum Tübingen 2017, S. 56–67, ISBN 978-3-941818-33-0.
- (Mithrsg.): Queer durch Tübingen. Geschichten vom Leben, Lieben und Kämpfen (= Tübinger Kataloge, Bd. 111). Stadtmuseum Tübingen 2021, ISBN 978-3-941818-45-3.
- Tübingen damals und heute. Eine spannende Zeitreise in faszinierenden Bildern. Silberburg, Tübingen 2022, ISBN 978-3-8425-2381-4.